# Kondura (bateau)

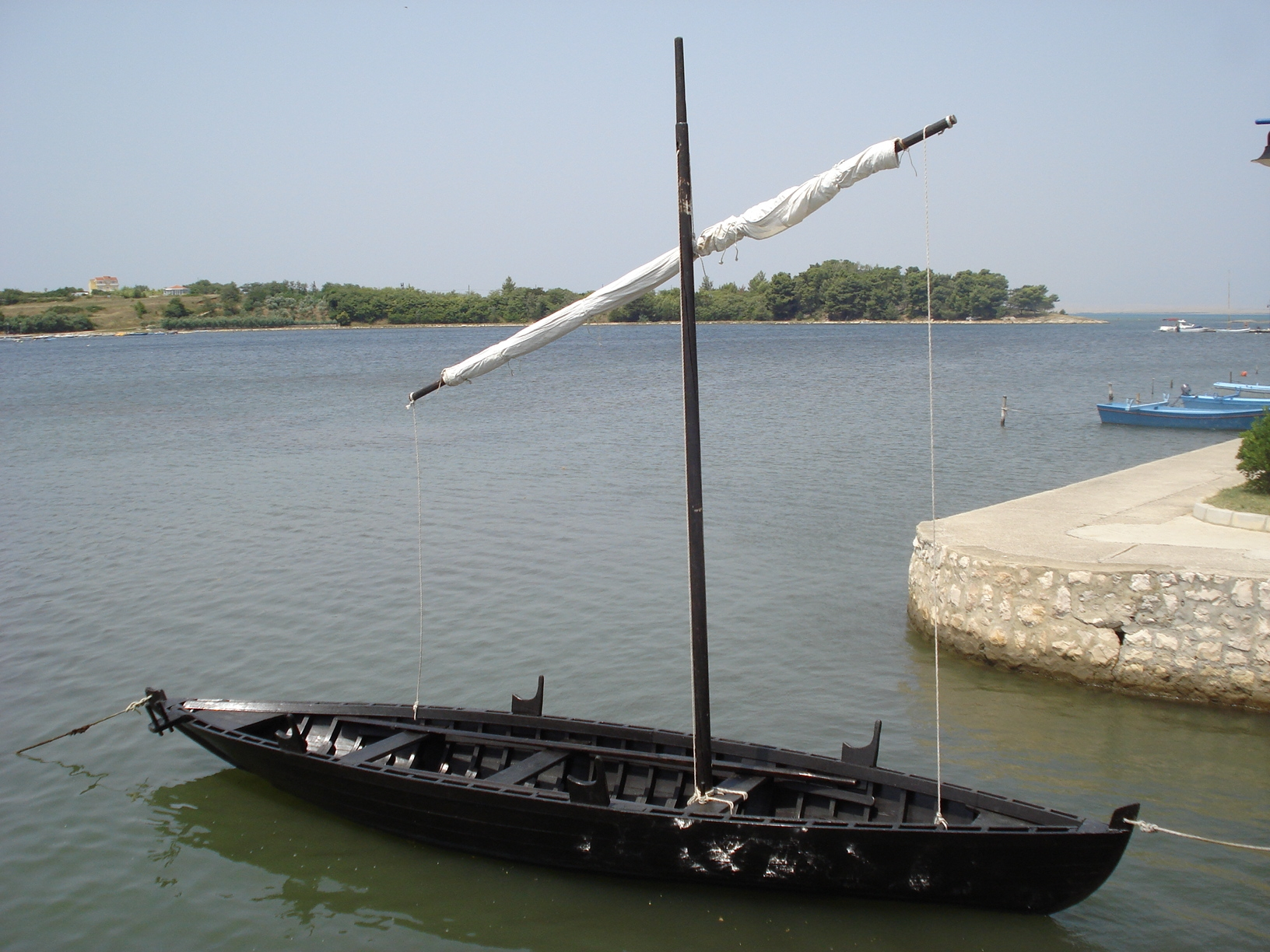
Réplique de kondura

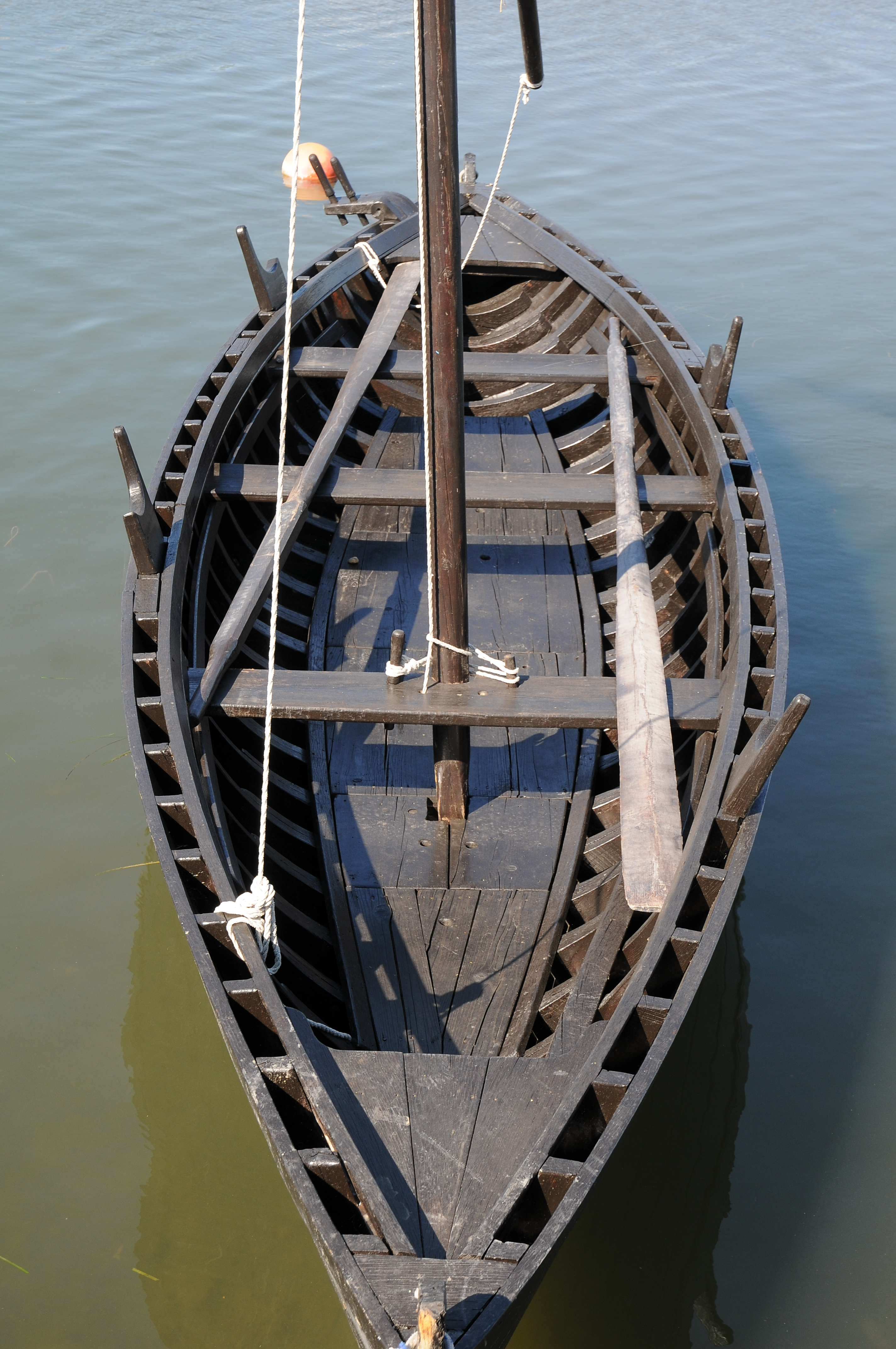
Le pont rudimentaire d'une réplique

Kondura ou Condura est un type de voilier à rames de petite taille (7 à 8 m), utilisé sur la côte dalmate de l'Adriatique à partir du Xe siècle.

## Historique
Le terme kondura (italien : condura, du grec ancien : κοντούρα - kondoúra) est mentionné pour la première fois au Xe siècle dans la marine médiévale byzantine. Il est également mentionné au XIVe siècle comme un type de navire utilisé par la marine vénitienne et ragusaine.
En 1966, des restes de deux konduras ont été trouvés par accident dans les vases portuaires de Nin. En 1974, ils sont extraits du sédiment et transférés à Zadar pour être restaurés et conservés. Grâce à la datation au carbone 14, il est établi que ces navires ont navigué de la fin du XIe siècle au début du XIIe siècle. Des répliques ont été construites en Croatie dans les années 2000 sous les auspices de la marine militaire croate et des archéologues de Zadar.

## Caractéristiques
L'embarcation mesure 7 à 8 m de long, propulsée à la rame ou avec une voile carrée porté par une vergue mobile sur un seul mât.